# La Malédiction de Marialva
Pour plus de détails, voir Fiche technique et Distribution.
La Malédiction de Marialva (A Maldição de Marialva) est un téléfilm d'épouvante hispano-portugais réalisé par António de Macedo et diffusé en 1989.
Inspiré d'une légende traditionnelle portugaise de la Dama Pé-de-Cabra (pt) ainsi que de la nouvelle d'Alexandre Herculano, le film n'est diffusé qu'en 1991, sous le nom de A Lenda de Marialva ou Os Anjos Também se enganam, à la télévision portugaise, sans passer par les salles de cinéma. Il s'agit de la seule production portugaise dont l'intrigue se déroule dans le Comté de Portugal au Moyen-Âge. 
Il appartient à la série de téléfilms d'épouvante Sabbat diffusés en France en septembre 1992 sur France 3

## Synopsis
Pendant la Reconquista, des événements étranges et violents hantent le village d'Alva, dans la Beira Alta, et la régence du chevalier wisigoth D. Gunefredo après l'arrivée inattendue de la mystérieuse comtesse Marialva. Soupçonnant les pouvoirs démoniaques de la comtesse, Helio et un jeune page décident de démasquer leur nouvelle régente et de sauver la population avant le Jugement dernier.

## Fiche technique
- Titre français : La Malédiction de Marialva[2]
- Titre original portugais : A Maldição de Marialva[1]
- Réalisateur : António de Macedo
- Scénario : João Palma Ferreira, António de Macedo
- Photographie : José Luís Carvalhosa
- Montage : António de Macedo
- Musique : António de Sousa Dias
- Décors : Eduardo Cruzeiro
- Costumes : Eduardo Cruzeiro, Fátima Saramago
- Production : Amílcar Lyra
- Société de production : Radiotelevisão Portuguesa, Televisión Española, Cinequanon
- Pays de production :  Portugal -  Espagne
- Langue originale : portugais
- Format : Couleur - 1,33:1 - Son stéréo - 35 mm
- Durée : 88 minutes
- Genre : Film d'épouvante
- Date de diffusion :
  - Espagne : 3 janvier 1989
  - Portugal : 15 janvier 1991
  - France : 6 octobre 1992

## Distribution
- Lídia Franco (pt) : Marialva
- Carlos Daniel (pt) : Hélio
- Carlos Santos (pt) : D. Gunefredo
- Catarina Avelar (pt) : D. Astrília
- Fernando Candeias : D. Goterre
- José Eduardo (pt) : Viliulfo
- Julie Sergeant (pt) : Lovesenda
- Natália Luiza (pt) : Celeste
- Raquel Maria (pt) : Arosinda
- Rolando Alves : Arcipreste
- Vítor Teles : Lovegildo
- Manuela Cassola (pt) : Maria Alva velha
- José Rodrigues : Vílico
- Paulo Matos (pt) : Pero Godes
- Jorge Vieira : Godes Mateiro
- Jeremias de Almoçageme : Beraldo Godes

## Production et diffusion
Créé par RTP - Rádio e Televisão Portuguesa et TVE - Televisión Española, dans le cadre d'un projet développé en partenariat avec d'autres homologues européens, visant à la réalisation d'un ensemble de six téléfilms inspirés de légendes et traditions populaires de plusieurs pays, la réalisation du long métrage La Malédiction de Marialva a été confiée au réalisateur António de Macedo et à sa société de production Cinequanon,. Tourné dans le village de Marialva, à Mêda, en 1989, il a été présenté en avant-première le 22 janvier 1990 dans l'auditorium de la RTP à Lisbonne, puis a été présenté dans quelques festivals de cinéma nationaux avant d'être présenté en première officielle le 14 novembre 1991 sur RTP1, où il a été diffusé en tant qu'épisode de la série européenne Sabbat.